# Royalteen: La principessa Margrethe
Royalteen: La principessa Margrethe (Royalteen: Princess Margrethe) è un film del 2023 diretto da Ingvild Søderlind.
Il film è il sequel del film del 2022 Royalteen - L'erede.

## Trama
Dopo lo scandalo al ballo scolastico, la principessa Margrethe comincia a desiderare una vita normale; nel mentre dovrà essere in grado di avere una facciata perfetta quando dovrà affrontare i suoi drammi di famiglia.

## Distribuzione
Il film è stato distribuito sulla piattaforma Netflix dall'11 maggio 2023.